# Delphinium uncinatum
Delphinium uncinatum är en ranunkelväxtart som beskrevs av Joseph Dalton Hooker och Thoms.. Delphinium uncinatum ingår i släktet storriddarsporrar, och familjen ranunkelväxter. Utöver nominatformen finns också underarten D. u. glabrum.